# 가이우스 카이사르

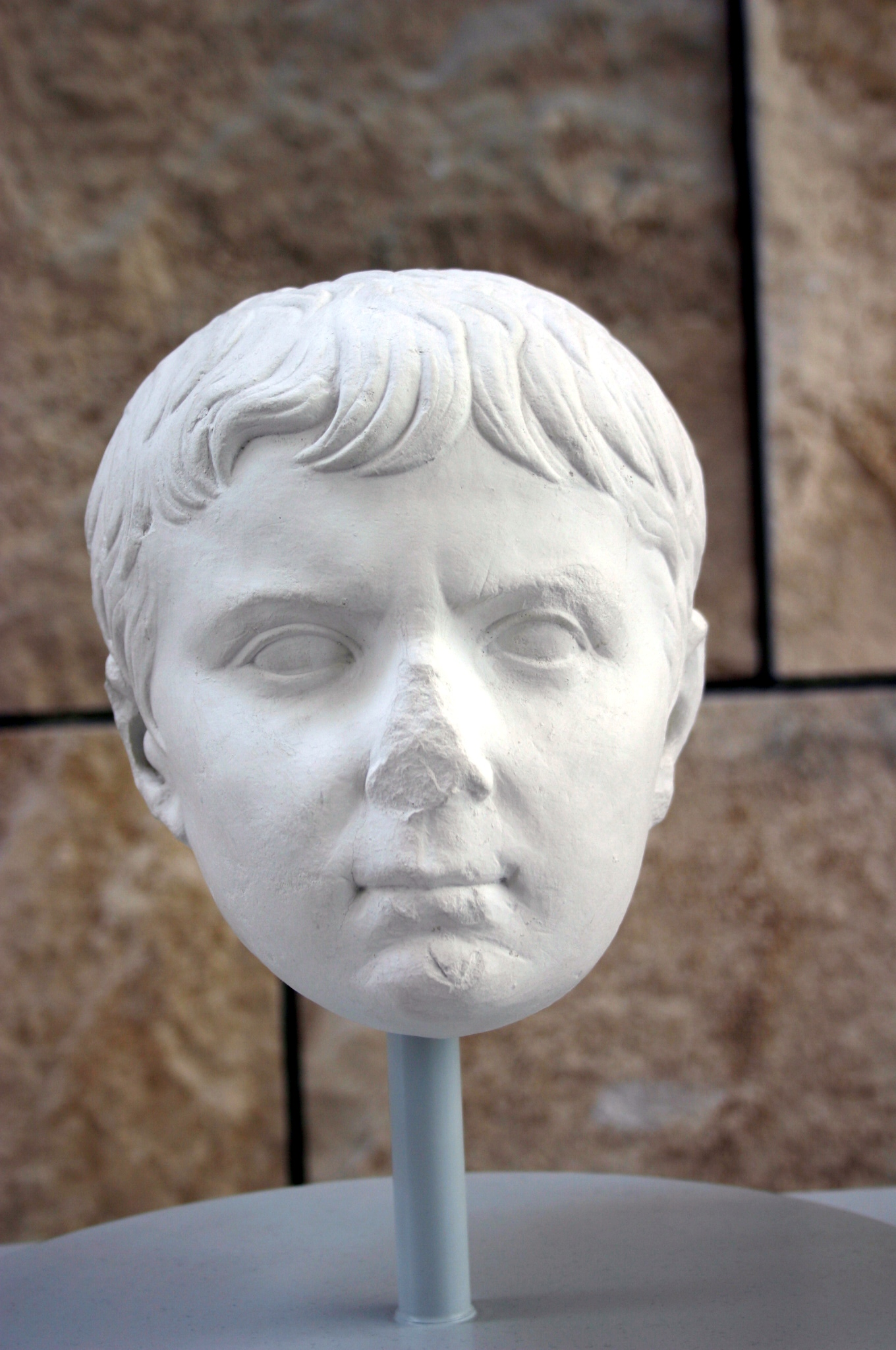

가이우스 율리우스 카이사르(라틴어: Gaius Iulius Caesar, 기원전 20년 ~ 기원후 4년 2월 21일)는 마르쿠스 빕사니우스 아그리파와 율리아 아우구스투스 사이에서 태어난 장남이다. 태어난 날짜는 정확치 않으며, 기원전 20년 8월에서 9월 사이에 태어난 것으로 추정된다. 본명은 가이우스 빕사니우스 아그리파(Gaius Vipsanius Agrippa)이며, 외조부인 로마 황제 아우구스투스에게 입양되면서 가이우스 율리우스 카이사르라는 이름을 갖게 되었다.

## 생애
기원전 17년 외조부 아우구스투스의 후계자로서 동생 루키우스 카이사르와 함께 입양되었다. 가이우스가 14세가 된 기원전 6년, 로마 평민들은 황제의 후계자가 집정관의 자리에 오를 것을 요구하였다. 황제와 원로원은 요구를 받아들이는 대신 가이우스가 원로원에 참관할 수 있는 권한을 주고, 20세가 되면 집정관에 오를 수 있는 예비 집정관의 지위를 약속하였다. 기원전 1년에는 동방 군단의 사령관 자격으로 프라아테스 5세와 평화조약을 체결하였다. 서기 1년에는 예정대로 집정관에 선출되었다.
기원전 1년 드루수스의 딸 리빌라와 결혼했다. 부부 사이에는 자식이 없었던 것으로 알려져 있다.
가이우스의 동생 루키우스 카이사르는 서기 2년 갈리아 원정 중 마살리아에서 전사하였다. 2년후, 가이우스 카이사르 역시 아르메니아 원정 중에 부상을 입고, 24세의 나이로 전사했다.
황제 아우구스투스는 사랑하던 두 양자가 모두 죽고 나자, 어쩔 수 없이 티베리우스를 후계자로 삼았다.